# 徐愷伶
徐愷伶（1996年6月14日—），暱稱愷伶，臺灣女演員，守創娛樂經紀有限公司旗下藝人。
曾拍攝過香港鐵達時手錶及青木瓜飲廣告，2015年與陳孝萱、嚴藝文合作出演公視人生劇展《母親練習曲》。

## 影視作品

### 主持
- 2014年 超視《金頭腦》(助理主持人)
- 2014年 超視《超級小英雄》
- 2016年 大愛電視台《合心協力救地球》

### 電視劇
- 2013年 東森幼幼台《萌學園》 (客串演出)
- 2015年 公視人生劇展《母親練習曲》飾 江曉喬[4]
- 2018年 公視《你的孩子不是你的孩子》《孔雀》 飾 徐愷伶(樂樂)
- 2018年 TVBS歡樂台《初戀的情人》飾 鐘怡寶
- 2019年 TVBS歡樂台《女兵日記女力報到》飾 徐愷伶
- 2020年 TVBS歡樂台《女力報到－最美的約定》飾 徐愷伶
- 2020年 TVBS歡樂台《女力報到－好運到》飾演 徐愷伶
- 2021年 TVBS歡樂台《女力報到－愛情公寓》飾演 徐愷伶
- 2022年 民視《決勝的揮拍》飾演 陳可莉
- 2023年 東森戲劇台、TVBS歡樂台《W劇場：因為你如此耀眼》飾演 小葳
- 2023年 衛視中文台、中視《女兒大人加個賴》飾演 唐美珍(糖糖)
- 2025年 大愛電視台《假日到山裏來看你》飾演 高旖旎(米妮)

### 微電影
- 2013年 東京恐怖學園微電影 飾 優子[5]
- 2016年 愛上Fusion360微電影[6]

### 廣告
- 2013年 天地合補 青木瓜四物飲 舞蹈篇[7]
- 2013年 中華電信 4G LTE 電視廣告[8]
- 2014年 鐵達時 TIME IS LOVE 少女學生篇[9]
- 2014年 和泰汽車全國捐血月電視廣告[10]
- 2014年 7-ELEVEN【7Mobile】媽媽的理髮店[11]
- 2015年 賀必容 四物飲
- 2018年 手機淘寶 流星雨篇 購物卡電視廣告
- 2019年 7-11 CITY CAFE 現萃茶
- 2019年 7-11 真是好集了篇
- 2019年 7-11 多元支付皆可集點、open point真是好集了
- 2019年 SONY α│RX│世界值得你用更細膩的方式看待│feat. 温貞菱篇 飾演 妹妹
- 2020年 肯德基《99霸氣點》快刀流篇
- 2020年 全聯 2020 KAKAO FRIENDS 飲料冰品全運會
- 2021年 浮生為卿歌 x 仙劍奇俠傳
- 2021年 天貓38購物節
- 2021年 雀巢咖啡燕麥拿鐵
- 2022年 兩廳院導影片 演出鋼琴家
- 2023年 麒麟 淡麗啤酒

### 電視節目 選拔
- 2013年 八大《娛樂百分百》 百分百女孩前五強[12]

### MV音樂錄影帶
| 年份   | 歌手   | 歌曲                                      | 導演   |
| ------ | ------ | ----------------------------------------- | ------ |
| 2018年 | 林俊傑 | 《小瓶子MV （页面存档备份，存于）》女主角 | 胡瑞財 |
| 2022年 | 鄭可強 | 《就這樣MV》女主角                        | Eddie  |

### 電影
| 年份   | 作品 | 角色              | 導演   |
| ------ | ---- | ----------------- | ------ |
| 2020年 | 斌斌 | 第一女主角 余安安 | 韓豈杰 |

## 外部連結
- 徐愷伶的Facebook專頁
- 徐愷伶的Instagram帳戶